# Cephalotes haemorrhoidalis
Espèce
Cephalotes haemorrhoidalis est une espèce de fourmis arboricoles de la sous-famille des Myrmicinae.

## Répartition
Cette espèce se rencontre en Amérique du Sud.

## Classification
Le nom valide complet (avec auteur) de ce taxon est Cephalotes haemorrhoidalis (Latreille, 1802).
Le protonyme de ce taxon est : Formica haemorrhoidalis Latreille, 1802.
Cephalotes haemorrhoidalis a pour synonyme :
- Formica haemorrhoidalis Latreille, 1802
- Cryptocerus haemorrhoidalis (Latreille, 1802)
- Hypocryptocerus haemorrhoidalis (Latreille, 1802)
- Zacryptocerus haemorrhoidalis (Latreille, 1802)